# Мюррей, Рональд
Рональд Мюррей (англ. Ronald Murray; род. 29 июля 1979, Филадельфия, Пенсильвания) — американский баскетболист, игравший на позициях разыгрывающего защитника и атакующего защитника. Играл за все команды Центрального дивизиона («Буллз», «Бакс», «Кавальерс», «Пэйсерс», «Пистонс»).

## Карьера
Мюррей на драфте НБА 2002 года был под 42 номером во втором раунде командой «Милуоки Бакс», после того как был назван «Игроком года во втором дивизионе NCAA» в своём последнем сезоне в «Шоу» . В 2003 году был обменён в «Сиэтл Суперсоникс», где заменил Рэя Аллена, который пропустил 26 игр из-за травмы, набирая в среднем 12 очков за 25 минут и появляясь во всех 82 матчах.
23 февраля 2006 года «Сиэтл» обменял его в «Кливленд Кавальерс» на Майка Уилкса и денежную компенсацию. За короткое время пребывания в «Кавальерс» Мюррей достиг своих лучших в карьере результатов почти во всех категориях.
18 июля 2006 года Мюррей подписал контракт с «Детройт Пистонс» за 3,6 миллиона долларов на два года, чтобы стать игроком ротации. В сезоне 2006/2007 Мюррей вышел на паркет в восемнадцати играх (двенадцать вместо разыгрывающего защитника Чонси Биллапса и шесть вместо атакующего защитника Ричарда Хэмилтона).
22 февраля 2008 года Мюррей был отчислен из «Пистонс». 1 марта был подписан командой «Индиана Пэйсерс». Ожидалось, что «Лос-Анджелес Клипперс» подпишет Мюррея, но он решил пойти в «Пэйсерс».
13 августа 2008 года Мюррей подписал контракт с «Атланта Хокс».
25 сентября 2009 года «Шарлотт Бобкэтс» подписали с Мюрреем однолетний контракт на сумму 1,99 миллиона долларов.
18 февраля 2010 года Мюррей был обменён в рамках комплексной сделки в «Чикаго Буллз» на Тайруса Томаса. Последняя игра Мюррея в НБА состоялась в пятой игре первого раунда Восточной конференции 2010 года против «Кливленд Кавальерс» 27 апреля 2010 года. «Буллз» проиграли пятую игру «Кавальерс» со счетом 94:96, а Мюррей набрал 6 очков и сделал 3 подбора. «Чикаго» проиграли серию «Кливленду» со счетом 1:4.
13 января 2011 года он подписал контракт с турецкой командой «Эфес Пилсен» до конца сезона 2010/2011.
В октябре 2012 года он подписал контракт с «Мемфис Гриззлис», но не попал в основной состав команды на регулярный сезон.
В январе 2013 года он подписал контракт с украинской командой «Азовмаш».
31 октября 2013 года его снова приобрел «Остин Торос» из Лиги развития НБА. 11 апреля 2014 года он подписал контракт с ливанским «Аль-Муттахед» на оставшуюся часть сезона 2013/2014.

## Статистика в НБА
| Сезон                                                                                    | Команда  | Регулярный сезон | Регулярный сезон | Регулярный сезон | Регулярный сезон | Регулярный сезон | Регулярный сезон | Регулярный сезон | Регулярный сезон | Регулярный сезон | Регулярный сезон | Регулярный сезон | Серия плей-офф | Серия плей-офф | Серия плей-офф | Серия плей-офф | Серия плей-офф | Серия плей-офф | Серия плей-офф | Серия плей-офф | Серия плей-офф | Серия плей-офф | Серия плей-офф |
| Сезон                                                                                    | Команда  | GP               | GS               | MPG              | FG%              | 3P%              | FT%              | RPG              | APG              | SPG              | BPG              | PPG              | GP             | GS             | MPG            | FG%            | 3P%            | FT%            | RPG            | APG            | SPG            | BPG            | PPG            |
| ---------------------------------------------------------------------------------------- | -------- | ---------------- | ---------------- | ---------------- | ---------------- | ---------------- | ---------------- | ---------------- | ---------------- | ---------------- | ---------------- | ---------------- | -------------- | -------------- | -------------- | -------------- | -------------- | -------------- | -------------- | -------------- | -------------- | -------------- | -------------- |
| 2002/03                                                                                  | Милуоки  | 12               | 0                | 34,1             | 16,2             | 0,0              | 34,5             | 0,1              | 0,3              | 0,3              | 0,0              | 1,9              | Не участвовал  | Не участвовал  | Не участвовал  | Не участвовал  | Не участвовал  | Не участвовал  | Не участвовал  | Не участвовал  | Не участвовал  | Не участвовал  | Не участвовал  |
| 2002/03                                                                                  | Сиэтл    | 2                | 0                | 10,0             | 40,0             | 0,0              | 0,0              | 1,5              | 1,0              | 0,0              | 0,0              | 2,0              | Не участвовал  | Не участвовал  | Не участвовал  | Не участвовал  | Не участвовал  | Не участвовал  | Не участвовал  | Не участвовал  | Не участвовал  | Не участвовал  | Не участвовал  |
| 2003/04                                                                                  | Сиэтл    | 82               | 18               | 24,6             | 42,5             | 29,3             | 71,5             | 2,5              | 2,5              | 1,0              | 0,3              | 12,4             | Не участвовал  | Не участвовал  | Не участвовал  | Не участвовал  | Не участвовал  | Не участвовал  | Не участвовал  | Не участвовал  | Не участвовал  | Не участвовал  | Не участвовал  |
| 2004/05                                                                                  | Сиэтл    | 49               | 6                | 18,0             | 36,1             | 25,3             | 73,8             | 2,0              | 1,3              | 0,6              | 0,2              | 7,0              | 4              | 0              | 15,5           | 21,1           | 0,0            | 57,1           | 1,5            | 1,3            | 0,0            | 0,5            | 3,0            |
| 2005/06                                                                                  | Сиэтл    | 48               | 2                | 22,6             | 39,7             | 22,4             | 71,7             | 1,8              | 2,5              | 0,6              | 0,1              | 9,9              | Не участвовал  | Не участвовал  | Не участвовал  | Не участвовал  | Не участвовал  | Не участвовал  | Не участвовал  | Не участвовал  | Не участвовал  | Не участвовал  | Не участвовал  |
| 2005/06                                                                                  | Кливленд | 28               | 25               | 36,7             | 44,8             | 30,8             | 70,2             | 2,4              | 2,8              | 1,4              | 0,3              | 13,5             | 13             | 5              | 30,7           | 33,0           | 20,8           | 81,3           | 3,2            | 1,6            | 0,7            | 0,2            | 8,1            |
| 2006/07                                                                                  | Детройт  | 69               | 18               | 21,4             | 40,4             | 28,9             | 72,5             | 1,6              | 2,7              | 0,7              | 0,2              | 6,7              | 12             | 0              | 11,3           | 35,5           | 0,0            | 72,7           | 0,8            | 1,2            | 0,3            | 0,1            | 2,5            |
| 2007/08                                                                                  | Детройт  | 19               | 2                | 18,3             | 41,0             | 22,2             | 59,5             | 1,9              | 3,4              | 0,7              | 0,1              | 7,5              | Не участвовал  | Не участвовал  | Не участвовал  | Не участвовал  | Не участвовал  | Не участвовал  | Не участвовал  | Не участвовал  | Не участвовал  | Не участвовал  | Не участвовал  |
| 2007/08                                                                                  | Индиана  | 23               | 17               | 22,9             | 42,5             | 38,9             | 75,4             | 2,0              | 3,5              | 1,1              | 0,1              | 11,1             | Не участвовал  | Не участвовал  | Не участвовал  | Не участвовал  | Не участвовал  | Не участвовал  | Не участвовал  | Не участвовал  | Не участвовал  | Не участвовал  | Не участвовал  |
| 2008/09                                                                                  | Атланта  | 80               | 2                | 24,7             | 44,7             | 36,0             | 76,0             | 2,1              | 2,0              | 1,1              | 0,2              | 12,2             | 11             | 0              | 31,0           | 34,1           | 28,0           | 86,5           | 2,7            | 2,5            | 1,1            | 0,3            | 11,8           |
| 2009/10                                                                                  | Шарлотт  | 46               | 1                | 21,6             | 38,9             | 31,3             | 71,0             | 2,1              | 1,8              | 0,6              | 0,3              | 9,9              | Не участвовал  | Не участвовал  | Не участвовал  | Не участвовал  | Не участвовал  | Не участвовал  | Не участвовал  | Не участвовал  | Не участвовал  | Не участвовал  | Не участвовал  |
| 2009/10                                                                                  | Чикаго   | 29               | 1                | 23,4             | 39,7             | 31,1             | 76,2             | 2,9              | 1,8              | 0,6              | 0,1              | 10,1             | 5              | 0              | 19,4           | 40,5           | 33,3           | 100,0          | 2,6            | 2,0            | 0,4            | 0,0            | 8,4            |
|                                                                                          | Всего    | 487              | 92               | 22,7             | 41,4             | 30,4             | 72,5             | 2,1              | 2,3              | 0,8              | 0,2              | 9,9              | 45             | 5              | 23,0           | 33,9           | 25,6           | 82,1           | 2,2            | 1,7            | 0,6            | 0,2            | 7,1            |
| Наведите курсор мыши на аббревиатуры в заголовке таблицы, чтобы прочесть их расшифровку. |          |                  |                  |                  |                  |                  |                  |                  |                  |                  |                  |                  |                |                |                |                |                |                |                |                |                |                |                |